# Ouratea denudata
Ouratea denudata är en tvåhjärtbladig växtart som beskrevs av Van Tiegh.. Ouratea denudata ingår i släktet Ouratea och familjen Ochnaceae. Inga underarter finns listade i Catalogue of Life.